# Det de Beus
Anna Maria Bernadette „Det“ de Beus (* 18. Februar 1958 in Utrecht; † 21. Juli 2013 in Enkhuizen) war eine niederländische Hockeyspielerin. Sie gewann mit der niederländischen Nationalmannschaft die olympische Goldmedaille 1984 und war Weltmeisterin 1978 und 1986.

## Sportliche Karriere
Det de Beus spielte während ihrer ganzen Karriere für den Eindhovense Mixed Hockey Club , heute aufgegangen im Hockeyclub Oranje-Rood. Sie war nie niederländische Meisterin, da sie einen Vereinswechsel nach Amsterdam oder Den Haag ablehnte.
Von 1977 bis 1988 stand sie in 105 Länderspielen im Tor der niederländischen Nationalmannschaft. Det de Beus gewann mit der niederländischen Mannschaft bei der Weltmeisterschaft 1978 in Madrid in ihrer Vorrundengruppe alle vier Spiele und besiegten im Halbfinale die belgische Mannschaft mit 6:0. Im Finale bezwangen sie die Deutschen mit 1:0. Bei der Weltmeisterschaft 1981 unterlagen die Niederländerinnen im Finale von Buenos Aires der deutschen Mannschaft im Siebenmeterschießen.
Im Mai 1984 fand in Lille die erste Europameisterschaft der Damen statt. Die Niederlande unterlagen in der Vorrunde der Mannschaft aus der Sowjetunion mit 2:3. Im Finale trafen die beiden Teams wieder aufeinander und diesmal gewannen die Niederländerinnen mit 2:0. Die Mannschaft aus der Sowjetunion war bei den Olympischen Spielen 1984 in Los Angeles wegen des Olympiaboykotts nicht am Start. Insgesamt nahmen sechs Mannschaften teil, darunter aus Europa nur die Europameisterinnen aus den Niederlanden und die Europameisterschaftsdritten aus Deutschland. Die Niederländerinnen gewannen vier Spiele und spielten gegen Kanada unentschieden. Damit erhielten sie die Goldmedaille vor den Deutschen.
Im Oktober 1985 erlitt sie zu Beginn eines Ligaspiels einen Herzinfarkt. Nach der Rehabilitation schaffte sie es gerade noch in den niederländischen Kader für die Weltmeisterschaft 1986, bei der die Niederlande in Amstelveen gastgebende Nation waren. Die niederländische Mannschaft gewann ihre Vorrundengruppe und bezwang im Halbfinale die neuseeländische Nationalmannschaft mit 3:1. Im Finale gewannen die Niederländerinnen gegen die deutschen Damen mit 3:0. Im Jahr darauf unterlagen die Deutschen den Niederländerinnen bereits im Halbfinale der Europameisterschaft in London. Das Finale entschieden die Niederländerinnen im Siebenmeterschießen gegen die Engländerinnen für sich. Bei den Olympischen Spielen 1988 in Seoul unterlagen die Niederländerinnen im Halbfinale den Australierinnen mit 2:3. Im Spiel um Bronze bezwangen sie die britische Olympiaauswahl mit 3:1.
Nach ihrer Karriere arbeitete Det de Beus im Rijksmuseum Amsterdam, im Zuiderzeemuseum in Enkhuizen und in der Seehund-Auffangstation in Pieterburen. Sie starb nach einer Krebserkrankung.